# Peire de Maensac
Peire de Maensac (fl. primera meitat del s. XIII) fou un trobador occità. Els cançoners li atribueixen quatre poesies, però això ha estat discutit pels estudiosos.

## Vida
Es conserva una vida de Peire de Maensac que explica que era un pobre cavaller d'Alvèrnia, de la terra del Dalfí. Segons la narració, més aviat novel·lesca, de la vida, ell i el seu germà Austor de Maensac eren trobadors, però acordaren que un tindria el castell i l'altre trobaria. I Austor es quedà amb el castell i Pere fou trobador (s'entén que Austor heredà i Pere quedà sense terra). Pere cantà la muller de Bernart de Tierci i la va servir tant que la dama es deixa raptar per ell i es refugiaren en un castell del Dalfí d'Alvèrnia. Tot i que el marit la reclamà i feu "gran guerra", el Dalfí defensà Pere i no retornaren la dama. La vida acaba dient que fou un home d'agradable companyia i que feu cançons de sons i mots agradables i coblas de solatz (que es pot entendre com a "cobles d'entreteniment").
El topònim Maensac que porta en el seu nom podria correspondre a Manzat (Alvèrnia) o Mainsat (al Llemosí).

## Obra

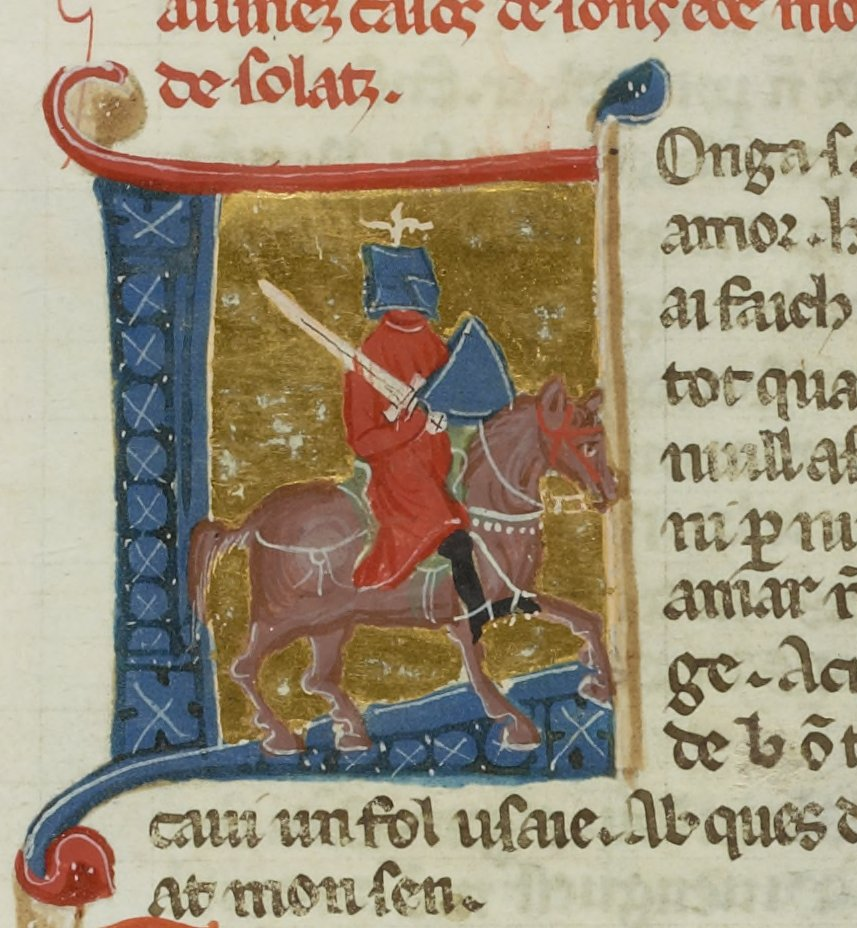
BnF ms. 854 fol. 107; cançoner I

Les quatre peces que li atribueixen els cançoners han estat atribuïdes a altres trobadors pels estudiosos.
- (375,3)[1] Astrucs se cel cui amors ten jojos (Pons de Capduelh)
- (194,7) Estat aurai de chantar (de Gui d'Ussel)[2]
- (276,1) Longa sazon ai estat vas amor (de Jordan de l'Isla de Venessi)
- (332,2) Sirventes e chansos lais (de Peire de Bussignac)

En canvi, una tençó atribuïda pel cançoner a un Uc de Maensac (trobador del qual no es té cap referència i sembla inexistent) i Peire Cardenal podria ser atribuïda a Peire de Maensac suposant una confusió del copista del cançoner en els noms.
- (335,23 = 453,1) En Peire, per mon chantar bel

El bisbe de Clermont li adreçà un sirventès (95,2 Peire de Maensac, ges lo reis no seria) que s'ha d'entendre en el context dels intercanvis entre Robert IV i el seu cosí Robert, bisbe de Clermont.

### Repertoris
- Alfred Pillet / Henry Carstens, Bibliographie der Troubadours von Dr. Alfred Pillet […] ergänzt, weitergeführt und herausgegeben von Dr. Henry Carstens. Halle : Niemeyer, 1933 [Peire de Maensac és el número PC 348]
- Guido Favati (editor), Le biografie trovadoriche, testi provenzali dei secc. XIII e XIV, Bologna, Palmaverde, 1961, pàg. 297
- Martí de Riquer, Vidas y retratos de trovadores. Textos y miniaturas del siglo XIII, Barcelona, Círculo de Lectores, 1995 p. 158-160 [Reproducció de la vida, amb traducció a l'espanyol, i miniatures dels cançoners I i K]